# Santuario di San Giuseppe (Agrigento)
Il santuario di San Giuseppe è un luogo di culto cattolico ubicato lungo via Atenea nella città di Agrigento.
Presso il tempio è documentata una delle confraternite più antiche della città: la Confraternita di San Giuseppe, fondata nel 1622.

## Storia

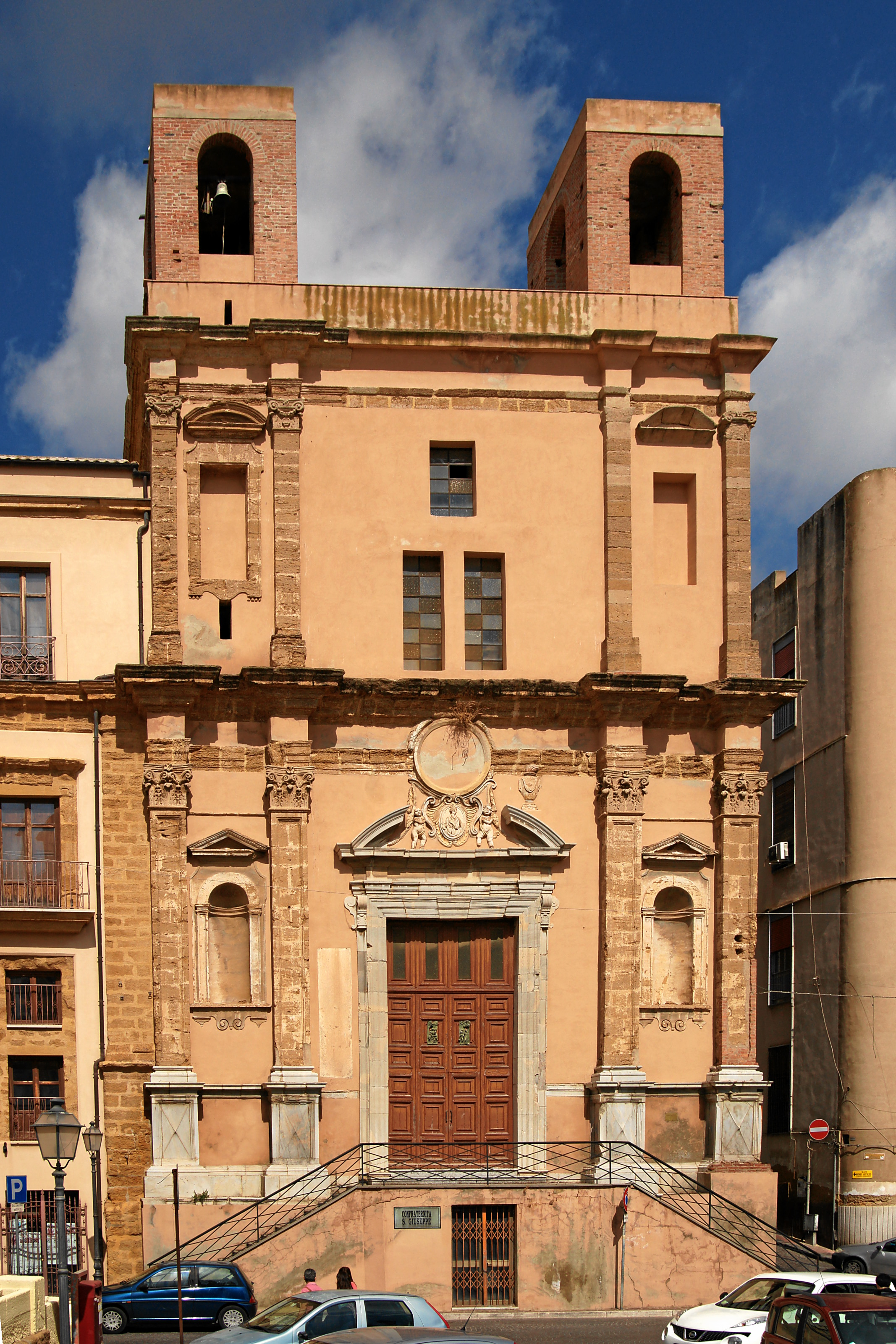
Facciata.

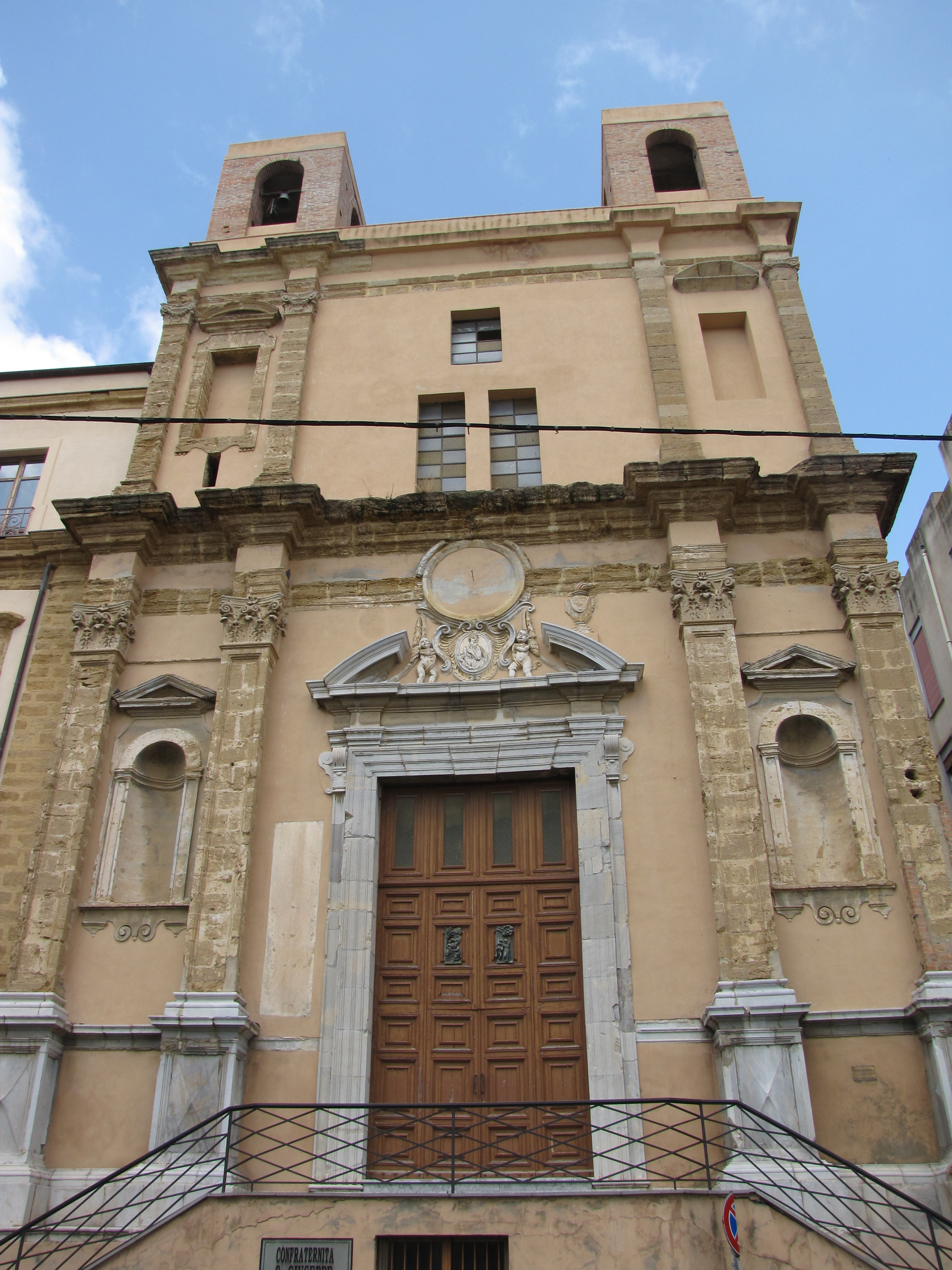
Facciata.

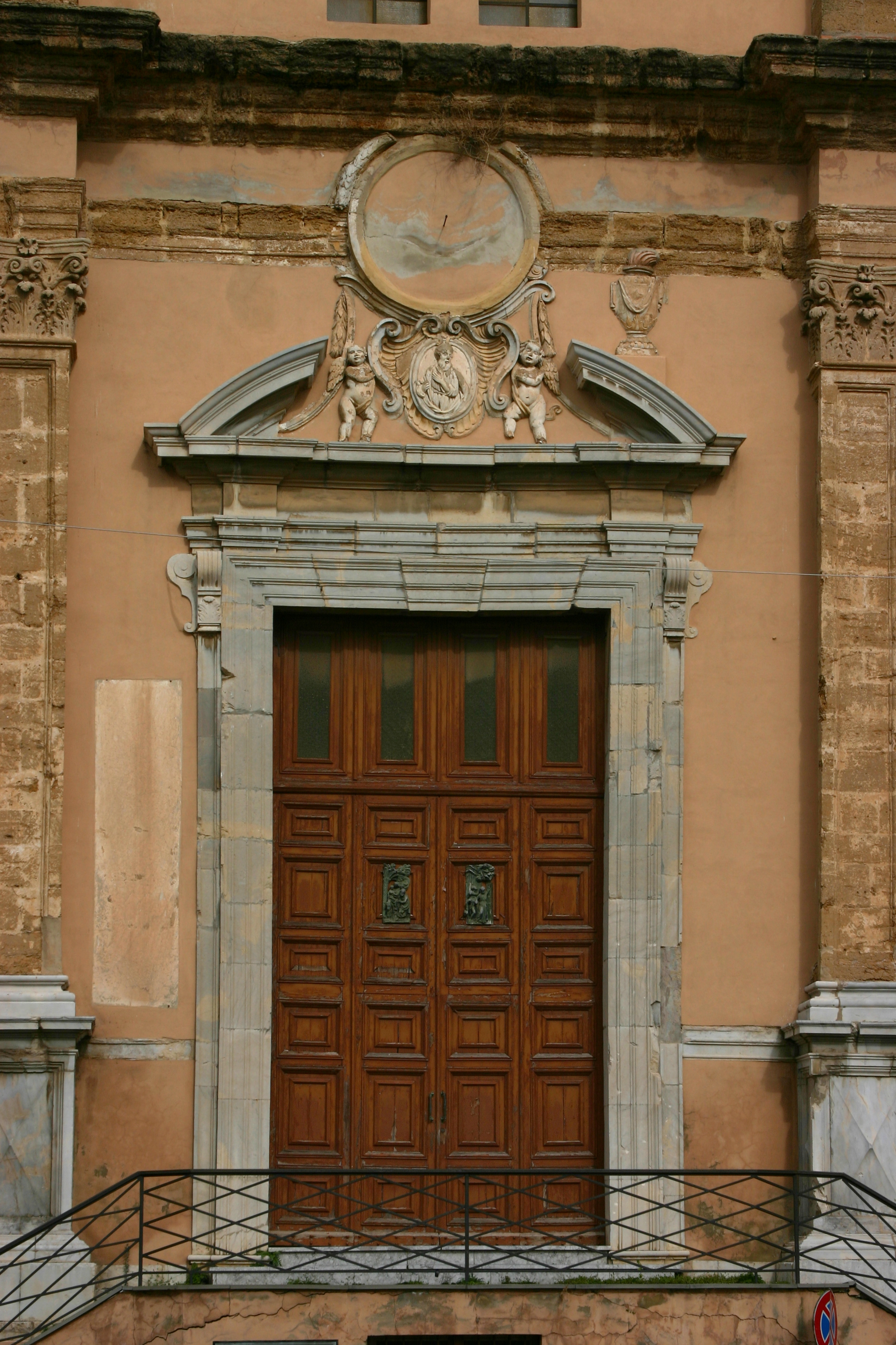
Portale.

### Epoca spagnola
Un primitivo tempio dedicato a San Giuseppe esisteva verosimilmente ad Agrigento già nel XVI secolo, circostanza attestata da un atto notarile (testamento) datato 3 ottobre 1562, costruzione assai più piccola e modesta dell'attuale.
L'edificio fu ingrandito, totalmente trasformato tra il 1656 e il 1660, intorno al periodo in cui nei pressi della chiesa sorse la Confederazione dell'Oratorio di San Filippo Neri dei Padri Filippini.

### Epoca borbonica
Le attività di perfezionamento nelle forme attuali si protrassero ancora dal 1719, fino all'atto notarile di costituzione canonica dell'istituzione filippina risalente al 23 agosto 1726. Il parziale completamento è da attribuire all'attività e al patrocinio di zelanti religiosi appartenenti alla confederazione.
In quasi tre secoli il tempio ha subito pertanto diversi rifacimenti, molte sue parti si presentano incomplete per incongruenze di progetti, periodiche revisioni, depauperamento di risorse. La facciata si presenta incompiuta nella parte più elevata e allo stato rustico si trovano le torri campanarie.

### Epoca contemporanea
- 1934. Elevazione a parrocchia.
- 19 marzo 1964. Trentennale dell'elevazione a parrocchia. Innalzamento alla dignità di santuario diocesano, vescovo Giuseppe Petralia, parroco don Giuseppe Bondì.
- 2018. Lavori di restauro.
- 30 aprile 2019. Dopo 19 anni di chiusura al culto, grazie ai lavori di restauro realizzati con i fondi dell'8 x mille, con una solenne celebrazione eucaristica presieduta dall'arcivescovo di Agrigento Francesco Montenegro, riapertura del santuario.[1]

## Esterno
Facciata simmetrica con campanili laterali gemelli ripartita su tre ordini per mezzo di cornicioni - marcapiano in pietra viva. Le superfici intonacate sono delimitate da coppie di paraste, le nervature poggiano su alti plinti nel primo ordine e includono nicchie sormontate da timpani triangolari, nel secondo ordine sono presenti incavi rettangolari incompleti sormontati da timpani ad arco, il terzo ordine incompiuto presenta due torrette campanarie appena abbozzate.
L'unico varco d'accesso del prospetto è incorniciato da un portale contraddistinto da massiccio architrave sormontato da timpano ad arco spezzato con stemma intermedio in bassorilievo e vasi fiammati sulle cimase. L'apparato in stucco centrale raffigura il Padre Putativo a mezzobusto su medaglione sorretto da putti fra volute, riccioli e festoni. Al centro il quadrante vuoto sormontato da finestroni centrali al secondo ordine.
Il piano di calpestio è rialzato di un paio di metri rispetto alla sede stradale. Si arriva infatti al portale d'ingresso attraverso due scalinate laterali di raccordo con sviluppo isoscele.

## Interno
Impianto ad unica navata, tre arcate incassate con altare per parete, monumentali cantorie barocche ai lati della controfacciata. Le volte del soffitto affrescate da Raffaele Gurrieri presentano sull'asse mediano longitudinale scene di vita di San Giuseppe, al centro la Gloria di San Giuseppe, agli estremi due scene di vita della Sacra Famiglia. Un'altra tela, a sinistra dell'altare maggiore, si ispira agli ultimi momenti di vita del Patriarca.
Le campate scandite da lesene sono sormontate da capitelli corinzi ed elaborato cornicione con modanature. Il presbiterio è raccordato all'aula attraverso arco trionfale, il vano è sovrastato da cupola ottagonale con pennacchi affrescati, una delle poche presenti nelle chiese cittadine.
Apparato decorativo in stucco.

### Parete destra
Monumentale cantoria barocca.
- Prima arcata: Cappella di Santa Rita da Cascia. Altare e nicchia con statua raffigurante Santa Rita da Cascia.
- Seconda arcata: Cappella. Altare e nicchia.
- Terza arcata: Cappella. Altare e nicchia.

### Parete sinistra
Monumentale cantoria barocca.
- Prima arcata: Cappella. Altare e nicchia.
- Seconda arcata: Cappella del Santissimo Crocifisso. Altare reliquiario con Crocifisso recante l'iscrizione EX OSSIBVS MEIS, manufatto sormontato da stucchi raffiguranti l'Eterno Padre con putti.
- Terza arcata: Cappella. Altare e nicchia.

### Altare maggiore
Sopraelevazione marmorea di stile neoclassico con timpano sostenuto da doppia coppia di colonne disposte con prospettiva convessa. Edicola con nicchia centrale.

## Opere documentate
- ?, Don Bosco e fanciulli, gruppo scultoreo proveniente dall'ex istituto gioenino, sede temporanea dei Salesiani.
- Calogero Cardella, Maria Vergine detta la Madonna della Vittoria e Gesù Bambino, statua.
- ?, Santa Lucia, statua.
- XVIII secolo, San Filippo Neri, statua lignea.
- Calogero Cardella, San Giuseppe, statua lignea.

## Confraternita
- Nel tempio è attestata la Confraternita di San Giuseppe (1622),[2] della corporazione dei falegnami e degli intagliatori del legno.

## Parroci
- Don Giuseppe Bondì
- Don Giuseppe Di Marco
- Don Calogero Scopelliti
- Don Luigi Mazzocchio
- Don Saverio Pititteri
- Don Enzo Sazio